# Villard-Reymond
Villard-Reymond là một xã thuộc tỉnh Isère, trong vùng Rhône-Alpes ở đông nam nước nước Pháp. Xã này nằm ở khu vực có độ cao trung bình 1600 mét trên mực nước biển. Theo điều tra dân số năm 1999 của INSEE, xã có dân số 31 người.